# Ministerpräsident von Sabah
Der Ministerpräsident von Sabah (malay.: Ketua Menteri Sabah, engl.: Chief Minister of Sabah) ist der Regierungschef des malaysischen Bundesstaats Sabah. Seit 2020 hat Hajiji Noor von der Koalitionspartei Gabungan Rakyat Sabah dieses Amt inne. Wie in anderen Teilen der malaysischen Föderation wird das Westminster-System als parlamentarische Regierungsform angewandt, d. h. der Führer derjenigen Partei mit den meisten Sitzen in der Dewan Undangan Negeri Sabah, der gesetzgebenden Versammlung Sabahs, wird zum Ministerpräsidenten von Sabah ernannt. Ministerpräsident ist damit derjenige, der die Unterstützung der Legislative hinter sich hat. Der Ministerpräsident wird vom Yang di-Pertua Negeri Sabah, dem Staatsoberhaupt des Bundesstaates ernannt. Im Vergleich zu anderen Bundesstaaten Malaysias hatte das Amt des Ministerpräsidenten eine recht gemischte Gruppe von Personen unterschiedlicher ethnischer Herkunft und Religion inne. So war der Posten bereits durch Mitglieder der ethnischen Gruppen Kadazandusun, Bajau und Suluk, durch Malaien, Chinesen und Mischlingen repräsentiert, die ihrerseits Muslime, Buddhisten oder Christen waren.

## Rotationssystem: 1994–2005
Das Rotationssystem wurde im Bundesstaat Sabah praktiziert, um die politische Macht zwischen den drei Hauptgruppen im Staat – den christlichen Bumiputras, den muslimischen Bumiputras und den Malaien chinesischer Abstammung – auszubalancieren. Diese Gruppen und ihre Interessen wurden durch eine Vielzahl politischer Parteien innerhalb des Koalitionsverbundes der Barisan Nasional repräsentiert. Das System war durch den früheren Premierminister von Malaysia Mahathir bin Mohamad eingeführt worden nachdem die regierende Barisan Nasional bei den Wahlen im Bundesstaat Sabah im Jahr 1994 trotz ihrer Wahlniederlage weiterhin an der Regierung blieb. Das war durch Überläufer aus den Reihen der siegreichen Parti Bersatu Sabah (PBS) möglich. Unter den Überläufern waren auch Bernard Giluk Dompok, der später selbst Ministerpräsident wurde, und Joseph Kurup.
Das Rotationssystem sah vor, dass der Posten des Ministerpräsidenten von einem politischen Führer aus den Reihen der genannten drei Gruppierungen für zwei Jahre besetzt wurde und dass der Posten dann an einen politischen Führer aus der nächsten Gruppierung weitergereicht wurde. Der erste Ministerpräsident innerhalb des Rotationssystems war Sakaran Dandai von der United Malays National Organisation (UMNO) im Jahre 1994. Sakaran blieb nicht die gesamte Amtszeit auf seinem Posten und wurde durch den UMNO-Politiker Salleh Said Keruak ersetzt. 1996 wurde Yong Teck Lee von der Sabah Progressive Party (SAPP) der nächste Ministerpräsident, gefolgt von Dompok, der ab 1998 die christlichen Bumiputras repräsentierte. Seine Amtszeit dauerte ebenfalls weniger als zwei Jahre und er wurde 1999 durch Osu Sukam von der UMNO beerbt. Im Jahr 2001 folgte ihm Chong Kah Kiat von der Liberal Democratic Party (LDP). Aman von der UMNO übernahm 2003 den Posten und ist der amtierende Ministerpräsident von Sabah. Das Rotationssystem wurde 2005 nach dem überwältigenden Wahlsieg von Barisan Nasional in Sabah bei den malaysischen Wahlen von 2004 abgeschafft.

## Liste der Ministerpräsidenten
Nachfolgend werden die Ministerpräsidenten von Sabah seit 1963 aufgelistet:
| #  | Ministerpräsident               | Beginn der Amtszeit | Ende der Amtszeit | Partei                                  | Partei                                   |
| -- | ------------------------------- | ------------------- | ----------------- | --------------------------------------- | ---------------------------------------- |
| 1  | Tun Fuad Stephens (1. Amtszeit) | 16. Sep. 1963       | 31. Dez. 1964     |                                         | Alliance (UNKO)                          |
| 2  | Peter Lo Sui Yin                | 1. Jan. 1965        | 12. Mai 1967      |                                         | Alliance (SCA)                           |
| 3  | Mustapha bin Harun              | 12. Mai 1967        | 1. Nov. 1975      |                                         | Alliance (USNO)                          |
| 4  | Mohamad Said Keruak             | 1. Nov. 1975        | 18. Apr. 1976     |                                         | Barisan Nasional (USNO)                  |
| 5  | Tun Fuad Stephens (2. Amtszeit) | 18. Apr. 1976       | 6. Juni 1976      |                                         | Barisan Nasional (BERJAYA)               |
| 6  | Harris Salleh                   | 6. Juni 1976        | 22. Apr. 1985     |                                         | Barisan Nasional (BERJAYA)               |
| 7  | Joseph Pairin Kitingan          | 22. Apr. 1985       | 17. März 1994     |                                         | Parti Bersatu Sabah (1985–1986)          |
| 7  | Joseph Pairin Kitingan          | 22. Apr. 1985       | 17. März 1994     | Barisan Nasional (PBS) (1986–1990)      |                                          |
| 7  | Joseph Pairin Kitingan          | 22. Apr. 1985       | 17. März 1994     | Parti Bersatu Sabah (1990–1994)         |                                          |
| 8  | Sakaran Dandai                  | 17. März 1994       | 27. Dez. 1994     |                                         | Barisan Nasional (UMNO)                  |
| 9  | Salleh Said Keruak              | 27. Dez. 1994       | 28. Mai 1996      |                                         | Barisan Nasional (UMNO)                  |
| 10 | Yong Teck Lee                   | 28. Mai 1996        | 28. Mai 1998      |                                         | Barisan Nasional (SAPP)                  |
| 11 | Bernard Giluk Dompok            | 28. Mai 1998        | 14. März 1999     |                                         | Barisan Nasional (UPKO)                  |
| 12 | Osu Sukam                       | 14. März 1999       | 27. März 2001     |                                         | Barisan Nasional (UMNO)                  |
| 13 | Chong Kah Kiat                  | 27. März 2001       | 27. März 2003     |                                         | Barisan Nasional (LDP)                   |
| 14 | Musa Aman                       | 27. März 2003       | 12. Mai 2018      |                                         | Barisan Nasional (UMNO)                  |
| 15 | Shafie Apdal                    | 12. Mai 2018        | 27. Sep. 2020     |                                         | Parti Warisan Sabah                      |
| 16 | Hajiji Noor                     | 29. Sep. 2020       | im Amt            |                                         | Perikatan Nasional (BERSATU) (2020–2022) |
| 16 | Hajiji Noor                     | 29. Sep. 2020       | im Amt            | Gabungan Rakyat Sabah (BERSATU) (2022)  |                                          |
| 16 | Hajiji Noor                     | 29. Sep. 2020       | im Amt            | Gabungan Rakyat Sabah (GAGASAN) (2022–) |                                          |